# Бингсти
Бингсти — средство, якобы обеззараживающее сточные и водопроводные воды от яиц гельминтов. Было запатентовано в 1999 году. С 2014 года монопольно применяется для очистки сточных вод в России. Состав препарата: сок из ростков картофеля, разбавленный до концентрации {\displaystyle 10^{-12}}. По заключению Комиссии по борьбе со лженаукой и фальсификацией результатов научных исследований при Президиуме РАН не является дезинфицирующим препаратом.
В 2020 году по просьбе РАН научными сотрудниками ВНИИП in vitro установлено полное отсутствие эффективности данного средства. Исследования показали, что рекомендованная типовой инструкцией по применению препарата «Бингсти» концентрация не оказала овоцидного действия на яйца Toxocara canis и эффективность его мало чем отличалась от контроля (физраствор). Использованный в качестве базового препарата 4%-й раствор фенола в условиях лаборатории показал 100%-ю эффективность. После публикации авторов уволили.
В 2021 году Арбитражный суд г. Москвы отказал производителю Бингсти в иске о защите деловой репутации против издателя новостного интернет-портала Bel.ru из-за критикующей Бингсти статьи «Как в Белгородской области в канализацию уплывают миллионы рублей».